# おぎやはぎ
おぎやはぎは、プロダクション人力舎所属のお笑いコンビ。1995年結成。M-1グランプリ2001・2002ファイナリスト。略称は、おぎや。

## メンバー
矢作 兼（やはぎ けん、1971年9月11日（53歳） - ）
ツッコミ・ネタ作り担当、立ち位置は向かって右。

小木 博明（おぎ ひろあき、1971年8月16日（54歳） - ）
ボケ担当、立ち位置は向かって左。

## 芸風
漫才とコント両方を行う。
- 漫才は主にお互いを褒め合い、高め合うネタを使うことが多く、ジワジワ笑いを誘う脱力系。まったりとしたスローテンポと独特のボケ、ツッコミ（激しいツッコミはほぼ無いため、ツッコミというよりも「宥め」「訂正」「説得」と取ることもできる）で展開される漫才が特徴的。
- つかみで必ず「小木です」「矢作です」「おぎやはぎです」あるいは「おぎやはぎですけど何か?」、「おぎやはぎですけど何か質問でも?（もしくは「問題でも?」）」と言ってから、漫才に入る。
  - 「何か」の部分はたまに変わることがある。例えば、「怪我をしないように頑張ります」や、正月だと「あけましておめでとうございます」など。「何か問題でも?」は長いためか、テレビでは「何か?」でネタに入るようになったという。
- 小木が「…になりたい」又は「…したい」と矢作に頼む（「俺…になりたいの」）。矢作「俺、小木に言われると弱いからな」「小木のやりたいことはなるべくやらせてやりたいと思っているからな」→矢作「よし、いっちょやってみるか」→小木「いつも悪いなぁ」→矢作「いいんだよいいんだよ」など日常的な会話を取り入れた前振りを定番にしている。
- 元来はコント専門であったが、テレビ出演は少なかった。2001年に創設された漫才のコンテスト『M-1グランプリ』へ出場するため漫才を始める。コント用の小道具の用意や持ち運びを面倒に感じてマイク1本でもできる漫才を始めたと本人たちは語っている（実際は『M-1』開始以前からも、何度か『爆笑オンエアバトル』で漫才を披露したことがあった）。漫才では後述通り、比較的高い評価を得ている。『M-1グランプリ』出場以前も、笑福亭鶴瓶など一部の関係者からおぎやはぎの漫才は評価されていた。
- 頻繁に単独ライブやユニットを組み、コントを披露していた。毎回数分で完売するほど人気があったが、2005年以降テレビの露出と並行してコントライブは行われていない。単独ライブ中のコントを収めたDVDはJACK POTの1本のみしか発売されていない。
- コントは小木のキャラに矢作が被せたり、2人の話を中心にストーリーを進める展開が多い。独特の間と空気間で「中毒性がある」と評されていた。ゆるいながらも癖が強く、犯罪を風刺した際どい長編コントが多くを占める。コントというよりはストーリーを重視した芝居に近い長さのコントが多く、これらのコントをテレビでやるには時間に制限がありすぎるためテレビでは短めのコントか漫才を披露する機会がほとんど。
- ひな段では今までに無い形で目立つ手段を取り、注目されることとなる。通常ひな段にいる芸人は自己の存在をアピールするため、大きな声を上げたり野次を飛ばしたり他の芸人を押しのけてでもガツガツ前に出ようとするが、おぎやはぎは騒ぐところで口を閉ざし、笑うところで無表情。立つべき場所では一切立たず声を上げるべき時でも物静かに構えるなどを行っていた。結果として他の若手芸人とは違い一歩引いた立場を維持するというスタンスで注目を浴び、若手ブームの中ブレイクを果たした。近年は両者ともに『アメトーーク!』『ロンドンハーツ』などで毒気のある発言が多く見られる。
- 番組によっては2人ともイジられるケースもある（『とんねるずのみなさんのおかげでした』など）。

## エピソード
- 2人とも山梨県に縁がある。矢作の生まれは山梨県で、小木の母は山梨県甲府市出身である[7]。
- 2人の出会いは東京都立北野高等学校時代で小木はサッカー部、矢作はテニス部でそれぞれキャプテンを務めていた。
- オーディションでコンビ名を決めずにとりあえず『小木と矢作』と書いてから部屋に入ると、「次はおぎやはぎ」と呼ばれたことでそのままコンビ名にした。他のコンビはギリギリまで練習するのに、集合時間へ間に合いそうになかったら次の機会（オーディション）に回すほどマイペースだった。
- 人力舎所属以前はどこにも属さずフリーで活動してからナベプロ（ロンドンブーツ1号2号やフローレンスが当時は研修生としていた）、ホリプロなど東京の事務所を転々としていた時期がある。
- 2人共芸能界入り前はサラリーマンをしており、一時期は海外へ滞在していたこともあり（小木はハワイ、矢作は中国）、2人共英語に堪能。
- デビューしたのが遅いため年下の先輩芸人が多い。そのため年下の先輩芸人（ロンドンブーツ1号2号・アンタッチャブル・バナナマン・アンジャッシュ・有吉弘行など）におぎやはぎがタメ口を使うといったケースもあり[8]、芸人からもおぎやはぎとTIMは芸歴の差に拘らず芸人の間でタメ口をきいてもいいと許されている。芸歴はスクールJCAの3期より後輩[8]で4期より先輩[9]（3.5期）となり、他事務所ではガレッジセール[2][3]やビビる大木[4]などが同期にあたる。
- 野田凪はおぎやはぎの大ファンで「テレビ自体あまり見ないのでお笑いはあまり知らなかったのですが、おぎやはぎさんの存在を知ってからテレビを見るようになりました。番組収録を観に行ったのは初めてでちょっと恥ずかしかったのですが、お友達が応募してくれたので2度も行ってみました」と語るほどである。『おぎやはぎnoだっぴんぐ』において制作費を出してまで、おぎやはぎのPVを制作したり小木を被写体にして写真を撮るなどしている[10]。
- 小木の妻である森山奈歩（森山良子の娘）は不思議系キャラかつ芸人仲間や相方の矢作のみならず小木自身も認めるブスであり、様々なバラエティ番組でネタにされている[11]。
- 二人揃って大の自動車好きであり、それが高じてテレビとラジオで自動車の冠番組を持つに至る。

### 交友関係
- バナナマンと公私に渡って非常に仲が良く、営業で楽屋を共にしたり宇田川フリーコースターズを結成してライブを行ったり『epoch TV square』で共演し、テレビなどで共演も増え（『くりぃむナントカ』『落下女』『30minutes』『ゴッドタン』など）、『おぎやはぎのメガネびいき』のレイティング2週間前には、ゲストとして毎回バナナマンが出ていた時期もある。また、『ゴッドタン』で共演している劇団ひとりとも仲が良い。
- ラーメンズとも交友があり、おぎやはぎ・バナナマン・ラーメンズで君の席というユニットを組んでいた。バナナマンも「俺たちは7-8割は人力舎に育てられた」と恩義に感じていることを語っている。
- 初期のライブは「おぎやはぎ+3」で小林賢太郎（元ラーメンズ）、山崎弘也（アンタッチャブル）、飯塚悟志（アルファルファ(現・東京03)）と共演、「おぎやはぎつかじ」では塚地武雅（ドランクドラゴン）、飯塚と共演、「東京ヌード」ではドランクドラゴン・アルファルファとユニットを組むなど、公私ともに交流がある芸人との共演が多い。
- 先輩芸人の中では とんねるずと交友が深く、プライベートでもよく食事に行く[12]。また、元テレビ東京所属のテレビプロデューサーである佐久間宣行から「芸能界入って、一番凄いなと思った人ベスト3って言うと誰ですか?」と聞かれた際にとんねるずの名前を挙げている[13]。
- バカリズムとは同期であるもののおぎやはぎのほうが年上ということもあり、おぎやはぎはバカリズムに対してタメ口だがバカリズムは敬語で接している。2002年にユニットコントライブ「光が丘大サーカス」として共演したほか、現在も『ゴッドタン』『クイズ☆正解は一年後』などで多数共演。
- 事務所や芸歴、芸風は全く異なっているがFUJIWARAとは『ロンブー龍』（日本テレビ系）の「ワーキャー隊」のコーナーで、子供や女性相手にネタをやって2組ともネタのウケが悪く、お互いの傷をなめ合ったことをきっかけに仲良くなる。FUJIWARAとおぎやはぎはその後『クイズ☆タレント名鑑』『テベ・コンヒーロ』など多くの番組で共演するほど交友がある。
- 2019年5月7日、新宿末廣亭での落語家・瀧川鯉斗の真打昇進披露興行に出演して漫才を演じた[14][15]。落語家が出演する形式の寄席定席に出演したのはこの時が初めて[16]。
- コンビ揃って渡部建（アンジャッシュ）が不倫騒動を起こす前から渡部の「爽やかなイメージ」とはかけ離れた本性を知っており、2人は予てより渡部のその点をイジっていた。騒動を受けて小木は「いや世間は騙されていると思ってたよ。渡部さんの爽やかさに、まんまと引っかかってた、という推測はしてたよ」とコメントしている[17]。

### 眼鏡について
- 2人そろって眼鏡をかけるようになったのは、加藤浩次（極楽とんぼ）の助言によるもの。それ以前は小木しか眼鏡を掛けていなかった。明石家さんまから「2人揃って眼鏡かけているコンビは珍しいよねえ」[注 1] と言われている[18]。

### M-1グランプリ
- 2001年の第1回大会で、関東組では唯一の決勝戦進出を果たす。新ネタ「歌手になりたい」を矢作曰く「魔が差して」本番で披露し、審査員は不可思議に受け取っていた。しかし、今大会のみに導入された一般審査員からの採点が、札幌22点、福岡12点、大阪9点と惨憺たる結果に。この一般審査員の合計「43点」が響き、特別審査員を含めた合計得点は1000点満点のところ「540点」と圧倒的に低く、10組中最下位に終わってしまう[注 2]。
  - 上記の一般審査について、審査員である松本人志（ダウンタウン）が「大阪の客、頭おかしいんちゃいますか!?」と生放送中にも拘らず語気を荒らげて批判した。当時TVで観戦していた宮迫博之（元雨上がり決死隊）は後に「思わずTVの前で『なんでやねん! ちゃんと審査したれよ!』と叫んだ」と語っている。当時会場で観戦していた博多大吉（博多華丸・大吉）は「2001年の時、会場は受けてたんだよね。少なくとも地方票であんな点数取るほど酷い出来ではなかった。あれは俺たちもおかしいと思ってたよ」「ただ単にテレビに出ている芸人を贔屓している知名度票になり当時全くの無名のおぎやはぎが割を食う形になってしまった」と語っている。
  - バラエティ番組などで共演した芸人に時々第1回大会の事をネタにされるが、本人たちも「ビリでした」「大阪の票は100票中9票ですよ」「忘れがちだけど実は大阪以外の地方（札幌・福岡）もかなり低かった」「俺らのおかげでルールが変わった」と自虐ネタにしている。
  - 後日談ではあるが、東京吉本の芸人はこの第1回大会で同事務所の芸人は応援せず、おぎやはぎを応援していた。その応援は熱気を帯びておりルミネtheよしもとにみんなで集まって、ワールドカップを応援するサポーターのように熱気を帯びていたとワッキー（ペナルティ）は述べている。
- 翌年の2002年大会でも決勝戦進出。7番目に登場し健闘するも、ネタ終了時点で4位となり敗退。続く2003年大会では準決勝敗退に終わり、以降の大会には出場していない。
- おぎやはぎが『M-1』で残した功績は大きく、彼らが出て以降ツッコミを行わない形式を取るコンビが続出した。大会実行委員長の島田紳助は「M-1、そして漫才の幅が広がった」と 『松本紳助』（広島テレビ）で語っている。
- 笑い飯の哲夫は無名の下積み時代（現コンビを結成する直前）、東京へ足を運んだ際に訪れたプロダクション人力舎による定期ライブ「バカ爆走!」内にて観覧したおぎやはぎ（当時同じく無名だった）の漫才に衝撃を受け、「自分が芸人になって、初めて人のネタであんなにわろうたんですよ。」と公言している[19]。その理由について「（当時は）矢作さんみたいに、たっぷり間をとって、穏やか―に、声を張らずにツッコまはる人なんて、いてなかった。今やったら『説明ツッコミ』いうて、同じようなツッコミしはる人がたくさんいますけど、僕がまだ、自分がいっちゃんおもろいとかって、偉そうに言うてた時期。せやのに、自分よりおもろい漫才師を見つけてもうたんですよ。」と述べている[20]。また、この時哲夫は「おぎやはぎさんが出てきたら、漫才界、すごいことになる」と一気に焦りを抱いたといい、悠長に相方探しをしていたら手遅れになるのではという思いから、当時笑いのセンスにおいて誰よりも信頼していた西田幸治とコンビを組む事を決意したという[21]。その後、笑い飯は2002年の『M-1』第2回大会にて初めて決勝戦進出を果たし、以降大会が一旦終わる2010年大会まで9年連続で決勝戦進出を果たす（同じく第10回大会にて優勝）など、『M-1グランプリ』を象徴するコンビとなった。

### 評価
- 『M-1グランプリ2002』決勝戦では、審査員の立川談志より「皆それぞれいいけどいいです。千太・万吉を思わせるようなね。（矢作『千太・万吉さんを知らないもので…』）縁があったらやってあげますよ」と絶賛された。一方で、大竹まことから「確かに面白いが、こっちで新聞を読みながら聞いていても面白いと感じると思う。2人の世界観に聞き手を引き込みたいのかそうでないのかが分からない」との評価もされている。
  - 後に『大竹まこと ゴールデンラジオ!』にて、大竹はおぎやはぎの雛壇での立ち位置や司会について「小木には欲がない（視聴者に良く思われようとしない）から、つまらなかろうが見られる」「矢作の仕切りは、東京流の仕切り。すぐ落としてとかそういうフリではなく、『そういうこともあるよね』と言える。間を持たせつつ、笑いを取れる。東京流のこういう仕切りがちゃんと育ってきててよかった」、光浦靖子（オアシズ）は「おぎやはぎは最初からオリジナルだった」「仲が良いコンビなんておぎやはぎが初でしょ。ああいう、褒め合うという。それに右へならえで、芸人たちがどんどん影響されていった」と語っている。
- 『たけしの誰でもピカソ』で漫才を披露した際、ビートたけしより「いとし・こいしさんみたいだな。いいと思う。漫才はずっと続けなさい」と高評価されている。
- 2004年の『FNS27時間テレビ』内で放送された『笑わず嫌い王決定戦』に出場してコントを披露した際、石橋貴明（とんねるず）から「（おぎやはぎは）大好きです。昔、『お笑いスター誕生!!』に出ていた象さんのポットみたいだ」と評されている。因みに、おぎやはぎは同番組内で「僕らとんねるずさん好きでしたよ」と公言している。結果発表の際に「石橋が嫌いな芸人」には選ばれなかったため、石橋の発言は事実であると思われる。
- 『鶴の間』出演時、笑福亭鶴瓶は「あいつらは自分の間をずーっと持ってるからね。だから、矢作とこの前『鶴の間』やったけど、スゴいやりやすかった。自分のリズムを絶対に崩さないからね。矢作のリズムに入って、自分が感じるってコトがスゴい大事なのよ」と以後のインタビューで語っている。その後、売れてから共演した『A-Studio』（2014年5月9日放送分）にて「俺（鶴瓶）は売れない頃から絶対売れるし才能を見込んでいて、今ようやく売れて凄くうれしいな」とも語っていた[22]。
- ダウンタウンとの共演が多い。松本はラジオ番組『放送室』にて、「矢作は『浮遊芸』ですね。一流の格闘家というのは『勝ちたいと思う気持ちすら邪魔や』と。浮いとけと。もう、もう行くとこまで行ったら、もう、そこに達する。そこでたぶん、ぺちゃくちゃ言ってるほうがおもろいねんな。もう。もうちょっと突き詰めて行けばフェアウェイに行ってんのに浮き芸の空気残ってる! みたいな位置に行けるよあいつはね」と語った。他にもとんねるずやナインティナインとも共演が多い。
- 小林信彦は最近気に入っている芸人におぎやはぎを上げている。自身の著書にて『おぎやはぎのメガネびいき』（TBSラジオ）を毎週聴いていることを明かし、「小木と矢作のさり気の無い語り口がどうにもおかしく、心地よいのだ」と述べている。

### コンビ仲
- とても仲の良いコンビとして知られている。学生の時から仲が良かったため高校時代に「あいつら、できているのでは?」と噂が立ったり[23]、小木が高校一年から一年間付き合っていた子と、矢作は高校三年から七年間付き合ったといったエピソードが多々あり矢作は小木と遊びすぎて彼女に振られたこともある。今まで一度もコンビ間で喧嘩をしたことがない。
- 矢作は上海で仕事をしていた頃、ホームシックで病んでいた。小木に助けを求めて電話をすると次の日、小木が上海の矢作のところまで来たため矢作は驚いてしまったという。ゴルフ中、矢作があまりに小木が面白すぎる為「小木と毎日遊んで楽しく暮らせたらいいのになー」とさりげなく言うと小木が真顔で「俺、仕事辞めて来た。明日からずっと一緒にゴルフができるよ」と、まるでプロポーズのようなことを告白。小木は矢作が心配すぎるあまり、安定した仕事を捨てている。
- プライベートの旅行で別々にハワイに行ったのにも関わらず、滞在4日中2日一緒に遊ぶ等のエピソードからすると仲の良いコンビである[誰によって?]。小木の眼鏡を買いに矢作も一緒に買い物に行ったりもする。ラジオ番組などで、未だに一緒に食事をしている事を公言している。
- 古閑陽子アナウンサーに『天才!!カンパニー』おぎやはぎ爆裂トーク（89）にて「ロケ中やバスの中でもずっと一緒にいて仲が良いのにびっくりしました。こんなに人ってお互いを思いやれるものなんですね」と感心され、「食事中は先に食べていいよって譲り合っていた」「矢作さんは移動するたびに写真を撮るんですけど小木さんばっかり毎回撮って、『小木はどんなポーズとってもかっこいいなぁ』『小木は文化人みたいでかっこいい』と褒めまくっていた」「小木さんは小木さんで『矢作はなんでも知っているから矢作に聞けばなんでもわかるよ』ってずーっと褒めあってました」と暴露され、2人とも「恥ずかしいよ」と赤面している[24]。
- 加藤浩次に「こいつらは本当にコンビ仲が良すぎる」「ハワイにまで一緒に行っていた」と暴露される[25]。
- 『おすぎとピーコの金持ちA様×貧乏B様』に出演した際、ピーコから「貴方たち、体の関係あるわね?」と唐突に聞かれている。ピーコの視点から見ると、裏でも仲が良いおぎやはぎの様子や雰囲気が正にゲイカップルそのものに見えたと述べている。ピーコは矢作がお気に入りなので小木を敵対視している。
- 人力舎の後輩である飯塚悟志（東京03）によれば、お笑いコンビはビジネスライクな関係が当たり前という風潮があった時代にも仲の良さを隠さず、事務所の雰囲気そのものを変えたという[26]。

## 賞レース成績・受賞歴など

### M-1グランプリ（成績）
| 年     | 結果       | エントリーNo. | 備考                             |
| ------ | ---------- | ------------- | -------------------------------- |
| 2001年 | 決勝10位   | 855           | 決勝戦キャッチコピー「東京の星」 |
| 2002年 | 決勝4位    | 1755          |                                  |
| 2003年 | 準決勝敗退 | 1899          |                                  |

### その他
- 2002年 平成14年度NHK新人演芸大賞 演芸部門 審査員特別賞

## 出演

### テレビ番組（現在）
レギュラー
- ゴッドタン（テレビ東京、2005年10月7日 - ） - MC
- 天才!!カンパニー（日本テレビ、2006年4月1日 - ） - MC
- おぎやはぎの愛車遍歴 NO CAR, NO LIFE!（BS日テレ、2011年10月5日 - ）- MC・冠番組
- おぎやはぎのハピキャン 〜キャンプはじめてみました〜→おぎやはぎのハピキャン（メーテレ、2019年4月25日 - ）- MC・冠番組
- おぎやはぎテラス〜きょう、12時にどこ?〜（東海テレビ、2024年7月7日 - ）- MC・冠番組
- キキとカンリ（2023年4月7日 -　NHK教育） - MC（矢作）、声の出演（小木）

特別番組
- クイズ☆正解は一年後（TBS、2013年 - ）

不定期出演
- アメトーーク!（テレビ朝日）
- ロンドンハーツ（テレビ朝日）
- みんなのKEIBA（フジテレビ）
- 水曜日のダウンタウン（TBSテレビ）

### テレビ番組（過去）
レギュラー
- バクマリヤ（フジテレビ、1999年4月7日 - 9月29日）
- ウラ日テレ（日本テレビ、2000年4月 - 9月）
- 本能のハイキック!（フジテレビ、2002年4月20日 - 9月21日）
- マルガリータ（テレビ東京、2002年9月30日 - 2003年3月31日）
- epoch TV square（BS日テレ、2003年4月 - 9月）
- ピィース!（テレビ西日本、2003年4月21日 - 2007年3月16日）
- 大人のコンソメ（テレビ東京、2003年10月1日 - 2004年3月24日）
- ロバートホール → ロバートホール水 → リチャードホール（フジテレビ、2003年10月7日 - 2005年9月3日）
- シブスタ S.B.S.T（テレビ東京、2004年4月2日 - 2005年3月25日） - MC
- おぎやはぎnoだっぴんぐ（テレビ静岡、2005年5月4日 - 10月22日） - MC
- 落下女（日本テレビ、2005年10月4日 - 2006年3月28日）
- ポイチョ!（瀬戸内海放送、2006年1月6日 - 2007年12月28日） - MC
- くるくるドカン〜新しい波を探して〜（フジテレビ、2006年4月8日 - 9月30日）
- 月刊!検定パンチ（フジテレビ、2007年10月27日 - 2008年2月23日） - MC
- おねがい!マスカット → おねだり!!マスカット → ちょいとマスカット! → おねだりマスカットDX! → おねだりマスカットSP!　→ マスカットナイト → マスカットナイト・フィーバー!!! → 恵比寿マスカッツ横丁!（テレビ東京、2008年4月7日 - 2017年12月27日） - MC
- おぎやはぎのそこそこスターゴルフ（BSジャパン・テレビ東京、2009年4月 - 2010年9月） - MC
- バカヂカラ （TOKYO MX、2009年4月6日 - 2011年3月27日）
- ザ・逆流リサーチャーズ → 逆流!シラベルトラベル（テレビ東京、2009年10月12日 - 2010年8月30日）
- うまプロ!（フジテレビ、2010年1月9日 - 2011年12月24日） - MC
- ニッポン インポッシブル（フジテレビ、2010年10月12日 - 2011年3月15日） - MC
- キカナイト → キカナイトF（フジテレビ、2011年7月5日 - 2012年9月21日）
- なまうま （フジテレビ、2012年1月7日 - 12月22日） - MC
- テベ・コンヒーロ（TBSテレビ、2012年4月17日 - 9月18日）
- Kiss My Fake（TBSテレビ、2013年10月24日 - 2014年3月20日） - MC
- やりかた大図鑑 （フジテレビ、2014年1月16日 - 3月20日） - MC
- バイキング→バイキングMORE（フジテレビ、2014年4月2日 - 2022年3月30日） - 水曜MC
- うつけもん（フジテレビ、2014年4月17日 - 9月18日） - MC
- オサレもん（フジテレビ、2014年10月14日 - 2015年3月25日） - MC
- AKB48の今夜はお泊まりッ（日本テレビ、2015年10月6日 - 12月22日） - MC
- SICKS〜みんながみんな、何かの病気〜（テレビ東京、2015年10月10日 - 12月26日） - テレビ番組ディレクター・酒井 役（小木）、公務員戦隊コンプラーレッド・時村 役（矢作）
- 幸せ追求バラエティ 金曜日の聞きたい女たち（フジテレビ、2016年4月22日 - 8月26日 ） - MC
- うまズキッ! （フジテレビ、2013年1月5日 - 2016年12月24日） - MC
- クイズ☆スター名鑑（TBS、2016年10月16日 - 2017年1月22日）
- もろもろのハナシ（フジテレビ、2017年4月13日 - 2017年9月28日） - MC
- ラストアイドル 4th season〜ラスアイ、よろしく！〜（テレビ朝日、2018年10月14日 - 2019年9月29日） - MC
- 青春高校3年C組（テレビ東京、2018年4月5日 - 2020年3月） - 木曜日担当隔週MC
- #っぽいウタ（中京テレビ、2021年7月18日 - 12月25日） - MC
- ポップUP!（2022年4月6日 - 12月21日、フジテレビ） - 水曜パーソナリティ
- ぶらぶら美術・博物館（BS日テレ、2010年4月6日 - 2023年9月27日） - MC

準レギュラー
- リンカーン （TBSテレビ、2005年10月18日 - 2013年9月10日）
- クイズ☆タレント名鑑（TBSテレビ、2010年8月1日 - 2012年3月25日）

スペシャル
- 次課長&おぎや&品庄"俺達にだってできるんだ"スペシャル（TBSテレビ、2006年9月23日・2007年4月18日） - MC
- ぶっこみジャパニーズ（TBSテレビ、2013年 - 2020年） - MC
- THE FACE OF 2014 世界が選ぶ今年の顔アワード!!（フジテレビ、2014年12月31日） - MC
- チーム有吉〜◯◯したら即引退スペシャル～（TBSテレビ、2015年1月9日）
- おぎやはぎのゴルフが2.8倍楽しくなったらいいんですけど何かご提案でも?（テレビ大阪） - MC
- ツギクルもん（フジテレビ、2015年 - 2016年） - MC
- 芸人キャノンボール2016 〜公道最速借り物レース〜（TBSテレビ、2016年1月1日・8月24日）
- おぎやはぎと愉快な芸人（なかま）たち（NHK総合、2016年3月28日・5月3日） - MC
- おぎやはぎのガチャポン名鑑（メ～テレ、2016年3月31日） - MC
- FNS27時間テレビフェスティバル!（フジテレビ、2016年7月24日） - MCリレー
- 笑わせたもん勝ちトーナメント KYO-ICHI（フジテレビ、2016年11月11日） - MC
- もろもろのハナシ（フジテレビ、2016年10月6日・2017年1月6日）
- あの芸人もこだわる東京一人暮らし2007（北陸朝日放送、2007年2月12日）
- 水曜NEXT! 「芸人Qゅん」（フジテレビ、2021年4月15日（14日深夜）と来週4月22日（21日深夜））
- どこかで見たことある雰囲気バラエティー! #っぽいネタ（中京テレビ、2022年1月3日） - MC
  - 「○○っぽい」を話すと世の中が見えてきた! #っぽいバナ（中京テレビ、2022年3月30日（29日深夜）） - MC

不定期出演
- ブレイクもの!（フジテレビ）「お笑い世紀末スターオークション」コーナー出演。
- 爆笑オンエアバトル（NHK総合）戦績13勝5敗 最高509KB
  - 出場当初は好調であり、1999年8月28日放送回（初挑戦）から2001年4月7日放送回までは無傷の8連勝を記録していた。しかし、2001年5月26日放送回の大阪収録で初のオフエアを経験して以降は成績が安定しなくなり、勝ち負けを繰り返す事が多かった。2001年12月15日放送回から2003年8月22日放送回(最後の挑戦)までは坂コロジンクスにも嵌ってしまっていた。
  - 通算で18回出場しているが、チャンピオン大会への進出経験は一度も無い。
  - コントで10回、漫才で8回挑戦しておりこの番組内では珍しい「比較的演じるジャンルが偏らない（漫才のみ・コントのみと限定しない）」挑戦者であった。なお、コントでは3回連続で同じネタを披露し続け、3度目でようやくオンエアになったという珍しい経験もしている。
  - 2002年8月24日放送回にて披露されたコント「ただ歌いたくて」は自己最低KB（289KB・7位オフエア）を記録したネタであったが、後日発売された公式ビデオ（DVD）にはオフエアとなったネタの中で唯一収録されている。

- 新しい波8（フジテレビ、2000年7月21日）
- ロンブー龍（日本テレビ）「ワーキャー隊」のコーナーにFUJIWARAと共に出演。
- ティンティンTOWN! （日本テレビ）
- エンタの神様（日本テレビ）キャッチコピーは「異色のお笑いコンビ」
- さんまのSUPERからくりTV（TBSテレビ）
- くりぃむナントカ（テレビ朝日）
- タモリ倶楽部（テレビ朝日）ピンでの出演もあり
- 続!ボキャブラ天国（フジテレビ）
- イエヤス（CBCテレビ）
- とんねるずのみなさんのおかげでした（フジテレビ）

### ラジオ番組（現在）
- JUNK おぎやはぎのメガネびいき（TBSラジオ、2006年10月6日 - ）- 冠番組

### ラジオ番組（過去）
- すしゃべりやってまーす（K'z Station）
- おぎやはぎのクルマびいき（TBSラジオ、2013年4月7日 - 2022年3月26日）- 冠番組

### テレビドラマ
- 30minutes（2004年10月 - 12月、テレビ東京）
- X'smap〜虎とライオンと五人の男〜（2004年12月25日、フジテレビ『プレミアムステージ』）
- 30minutes鬼（2005年7月 - 9月、テレビ東京）
- 笑える恋はしたくない（2006年12月、TBS） - おぎやはぎ 役
- いぬ会社（2008年、フジテレビ・BSフジ）- 山下・おでん屋・社長・部長 役（小木）、佐藤 役（矢作）
- デリパンダ〜おしゃべりデリ坊、東京ド真ん中配達中〜（2008年7月 - 9月、テレビ東京）

### ウェブテレビ
- おぎやはぎの「ブス」テレビ（AbemaTV、2017年1月23日 - 2020年4月6日）- MC・冠番組
- 邪道だらけの夜の大運動会2018（AbemaSPECIAL2、2018年4月30日[32] - 5月1日）MC
- 恋愛サバイバル オトシアイ（AbemaTV、2018年8月30日 - 10月26日）- MC

### 映画
- マダガスカル 日本語吹替版シリーズ（ドリームワークス）- 声の出演（小木：キングジュリアン役/矢作：モーリス役）
  - マダガスカル（2005年、ドリームワークス/アスミック・エース、日本語吹替版）
  - マダガスカル2（2009年、ドリームワークス/パラマウント・ジャパン、日本語吹替版）
  - メリー・マダガスカル（2009年、日本語吹替版）
  - マダガスカル3（2012年、パラマウント映画、日本語吹替版）[33]
- 超劇場版ケロロ軍曹（2006年、角川ヘラルド映画）- キルル役、2人1役
- 真夜中の弥次さん喜多さん（2005年、アスミック・エース）- 旅篭の客 役
- ゴッドタン キス我慢選手権 THE MOVIE（2013年、東宝）- 観覧ルーム 神様 役
- ゴッドタン キス我慢選手権 THE MOVIE2 サイキックラブ（2013年、東宝）- 観覧ルーム 神様 役

### PV
- GRAPEVINE「アダバナ」（2005年）
- ACO「Ya-yo」（2006年）

### CM
- ダック引越センター「ダック引越劇場」
- NTTドコモFOMA
- 明治製菓「キシリッシュ」
- メガネストアー（2006年10月 - ）
- サントリー「ビンゴ☆ボンゴ」
奇抜な衣装のコンビ、ビンゴ〜レ ボンゴレに扮し、つんくの作詞・プロデュース・ゲストコーラスでラテン系音楽「サンバ で 夏だ」（実質は洋楽カバー）をCM中に歌った。
- 明治製菓「チョコレート効果」
- 有馬温泉兵衛向陽閣
- 任天堂「ソムリエDS」小木のみ
- JP日本郵政グループ「年賀キャンペーン」（2007年10月 - ）
- DAISAN「快適ガードプロ」マスク
- スズキ「ワゴンR」
- CMのCMキャンペーン
- NTTドコモ Answer「ゴルフ練習場」篇
- サントリー 角瓶（2009年2月 - 2011年8月）
- マツダ 「アクセラ」（2011年）
- 白元→白元アース 「快適ガードプロ」（2011年12月 - ）
- 日清食品 「カップヌードル しお」（2012年3月 - 6月）
- エースコック「茹でたて名人」（2013年10月 - ）
- DMM.com証券「DMMバヌーシー」（2017年8月 - ）
- 大正製薬「おなかの脂肪が気になる方のタブレット（粒タイプ）」（2019年）
- i-ne ルビーマッシュルーム
- 日清食品「カップヌードル DO IT NOW! エコカップ編・ファクトリー編」（2021年3月 - ）
- アフラック生命保険 「櫻井翔の取材ノート 小木さん」（2021年4月 - ）

## ライブ歴（ユニット、単独）
- おぎやはぎ＋3（おぎやはぎ、ラーメンズ・小林賢太郎、アンタッチャブル・山崎弘也、アルファルファ・飯塚悟志）（1999年12月）
- おぎやはぎづかじ（ドランクドラゴン・塚地武雅、アルファルファ・飯塚悟志）（2000年8月15日、11月14日）
- おぎやはぎ単独ライブ「めがねびいき」（2001年3月8 - 9日）
- 東京ヌード「喧嘩プロフェッショナル」（おぎやはぎ、ドランクドラゴン、アルファルファ）（2001年9月18 - 19日）
- おぎやはぎ単独ライブ「週末ロマンテイスト」（2002年2月8 - 10日）
- ライヴ!君の席（おぎやはぎ、ラーメンズ、バナナマン）（2002年3月2 - 3日）
- 東京ヌード「女」（2002年5月3 - 5日）
- 光が丘大サーカス（おぎやはぎ、バナナマン、バカリズム、劇団ひとり、アルファルファ、エレキコミック、スピードワゴン）（2002年9月16日）
- おぎやはぎ単独ライブ「DOG LEG」（2003年1月23 - 26日）
- 宇田川フリーコースターズ（おぎやはぎ、バナナマン）コントライブ「epoch conte square」（2003年3月11 - 12日）
- 宇田川フリーコースターズ（トークライブ）（2004年2月12日）
- おぎやはぎ単独ライブ「Keep Keep」（2004年3月12 - 14日）
- おぎやはぎ単独ライブ「JACK POT」（2005年9月18日）
- ミランカトークライブ「〜おぎとやはぎでおぎやはぎです。別にやはぎおぎでもいいんですけど。」（2007年6月24日）

## 作品

### ビデオ・DVD
番組DVDはそれぞれの項目を参照。
- 君の席 vol.1 - 3（バップ）
- ライブ!君の席（バップ）
- epoch conte square 宇田川フリーコースターズ（バップ）
- epoch shortfilm square〜錆鉄ニュータウン（キングレコード）
- おぎやはぎBEST LIVE "JACK POT"（ポニーキャニオン）
- おぎやはぎの110番（ローランズフィルム）
- おぎやはぎの人体実験（ローランズフィルム）
- おぎやはぎ&北陽 ダック引越劇場 ファーストシーズン（ポニーキャニオン）
- おぎやはぎ&北陽 ダック引越劇場 セカンドシーズン（ポニーキャニオン）
- おぎやはぎのゴルフが2.8倍楽しくなったらいいんですけど何かご提案でも?（2007年8月24日、バンダイビジュアル）
- ライブミランカ おぎやはぎトークライブ『〜おぎとやはぎでおぎやはぎです。別に、やはぎおぎでもいいんですけど』（2007年11月、ジェネオンエンタテインメント）
- 有田哲平監督作品『特典映像』上巻（ビクターエンタテインメント）矢作のみ
- ピューと吹く!ジャガー THE MOVIE（2008年6月23日、コンビニ限定DVD）小木のみ、ハマー役
- 一杯いきますか!! 幸せのレモンサワー（2008年8月8日、ギャガ・コミュニケーションズ）矢作のみ、主役
- 一杯いきますか!! ある意味、不器用です。（2008年8月8日、ギャガ・コミュニケーションズ）
- 怒りオヤジ3のDVDですけど何か…?（2008年8月22日、東宝）矢作のみ
- 爆笑オンエアバトル おぎやはぎ（2003年10月16日、ポニーキャニオン）

### CD
アルバム
- ビジトジ（2005年1月、MusicWeb RECORDS）芸人ユニット「ビジトジ」名義
- ザ・ブルーハーツ クイズ☆正解は一年後 トリビュートアルバム（2023年1月1日、TBSテレビの番組『クイズ☆正解は一年後』にて、首都圏のパーキングエリア内等でブルーハーツのトリビュートアルバムを番組内で発表するまで内緒で発売する企画の一環として歌唱に参加。『リンダ リンダ』を歌唱。2023年にApple Musicなどの音楽配信サービスで試聴可能。）

シングル
- ケロロダンシング（2006年3月、GT music）映画『超劇場版ケロロ軍曹』主題歌
- サンバ で 夏だ（2007年5月、ティーエヌミックス）サントリー「ビンゴ☆ボンゴ」CMソング、「ビンゴ〜レ ボンゴレ」名義

### 書籍
- 地味ですが何か?（2006年7月、あさ出版）ISBN 978-4860631659

### 連載
- Waggle（ワッグル）「めがねゴルファーですが、ナニか?」（2007年12月号 - 毎月21日発売）